# 帖古迭兒
帖古迭儿，字元卿，元朝将领，蒙古散只兀氏（珊竹台氏）。
他的高祖父昂阿剌是纯只海的儿子，袭怀孟路达鲁花赤。祖父台加䚟，官至瓜州等处达鲁花赤，改镇守徽州路泰州万户府达鲁花赤。去世，子脱烈袭职，脱烈就是帖古迭儿的父亲。帖古迭儿袭父职，治军严整，百姓得安。前后多次平定反元武装。漳州李志甫反元，江浙万户率兵会讨。帖古迭儿虬髯，反元武装称他为黄胡子万户，见到之后败走。平时接见儒生，谈论经义，恭谨温顺如寒素之人。